# Sandy Bridge
Sandy Bridge és una microarquitectura per microprocessadors desenvolupada per Intel com a successora de Westmere. Sandy Bridge està fabricat en una arquitectura de 32 nanòmetres, igual que Westmere. Intel mostrar per primera vegada un processador Sandy Bridge a 2009, i va treure al mercat el seu primer producte el gener de 2011 basat en aquesta microarquitectura.

## Arquitectura
Tot i que el NDA oficialment es va expirar el 3 de gener de 2011, mesos abans de la seva sortida, ja se sabien els detalls que anaven a tenir aquests processadors:
- La superfície de l'encapsulat dels processadors de quàdruple nucli són aproximadament de 216 mm² amb 995 milions de transistors.[2]
- Suporten les tecnologies HyperThreading i Intel Turbo Boost, encara que algunes característiques estan capades o desactivades per diferenciar-se entre els diferents segments de mercat, com passava amb les anteriors generacions.
- Freqüències de rellotge de sèrie des de 2,3 GHz fins a 3,4 GHz per a processadors de sobretaula i des de 2,2 GHz fins a 2,7 GHz per al segment portàtil. Amb Turbo boost activat, s'arriba fins als 3,8 GHz sense practicar overclock manual.
- La GPU integrada compta amb freqüències des de 650 MHz fins a 850 MHz, i si s'activa Turbo Boost fins a 1,35 GHz.
- Certa quantitat de memòria cau de nivell 3 està tapada en alguns models per diferenciar entre segments de mercat.
- 64 KiB de memòria cau de nivell 1 per nucli (32 KiB L1 Dades + 32 KiB L1 instruccions) i 256 KiB memòria cau nivell 2 per nucli.
- Fins a 8 MiB de memòria cau de nivell 3 compartida amb un bus en anell per poder compartir amb el nucli gràfic.
- Amplada de banda del bus en anell de 256 bits per cicle. El bus connecta els nuclis.
- Tots els processadors basats compten amb un ample de línia amb memòria cau de 64 bytes.
- Controlador de memòria millorat amb una amplada de banda màxim de 25,6 GiB / es i suport per DDR3 a 1600 MHz en doble canal amb dues operacions de càrrega / emmagatzematge per cicle.
- Thermal Design Power compresa entre 35 W i 95 W per a processadors destinats a sobretaula; i entre 18 W i 55 W els destinats al segment portàtil.
- Doble i quàdruple nucli disponibles des de la sortida d'aquests, els de sèxtuple i òctuple nucli arribarien al mercat més endavant.
- Els processadors amb tecnologia obsoleta x86 amb el SSE desactivat, donen fins a 8 GFLOPS en coma flotant de doble precisió per nucli, amb un màxim teòric de 32 GFLOPS en coma flotant de doble precisió per processador.
- Amb el AVX activat, els processadors donen una potència màxima teòrica de 32 GFLOPS de coma flotant en doble precisió per nucli, el que es tradueix en un màxim de 128 GFLOPS de coma flotant en doble precisió per processador.

- Millorat el rendiment amb operacions de funció transcendent, xifrat AES i SHA-1.
- Suport de fins a 32 GiB de RAM

DDR3

## Overclock
Els processadors compatibles amb el sòcol 1155 tenen gran dificultat per augmentar el bus més enllà del seu valor de sèrie (100 MHz), amb un marge al voltant del 2 o 3% com a màxim, a causa d'un generador de freqüència integrat que maneja els busos elèctrics. Per això, la freqüència del generador ha d'estar molt propera als 100 MHz o la resta de maquinari podria tenir un comportament anormal, o bé patir danys. L’overclock per a aquests models se centra en el multiplicador del processador, que Intel desbloquejarà en tots els models amb l'afegitó "K"
El 15 de setembre de 2010, un processador model i7 2600K va poder arribar a una freqüència de rellotge de 4,9 GHz únicament per refrigeració d'aire. Això va aixecar una sorprenent expectativa causa que aquesta freqüència només s'havia aconseguit mitjançant refrigeració líquida.
Els models amb l'afegitó "E" també venen amb el multiplicador desbloquejat.

## Llista de processadors Sandy Bridge
Els processadors amb la GPU integrada Intel HD Graphics 3000 estan marcats en negreta. La resta de processadors porten el model de GPU integrada Intel HD Graphics 2000, o bé no porten inclosa cap GPU, la velocitat de rellotge ve com N / A.

### Segment escriptori
| Gama          | Núclis (fils de execució) | Model Processador | Model Processador | CPU Vel. de rellotge | CPU Vel. de rellotge | GPU Vel. de rellotge | GPU Vel. de rellotge | cache L3 | TDP   | Any de Llençamento (A-M-D) | Preu (USD) | Placa Base | Placa Base       | Placa Base                    |
| Gama          | Núclis (fils de execució) | Model Processador | Model Processador | Normal               | Turbo                | Normal               | Turbo                | cache L3 | TDP   | Any de Llençamento (A-M-D) | Preu (USD) | Socket     | Interfície       | Memòria                       |
| ------------- | ------------------------- | ----------------- | ----------------- | -------------------- | -------------------- | -------------------- | -------------------- | -------- | ----- | -------------------------- | ---------- | ---------- | ---------------- | ----------------------------- |
| Alt rendiment | 6 (12)                    | Core i7 Extreme   | 3960X             | 3,3 GHz              | 3,9 GHz              | N/A                  | N/A                  | 15 MB    | 130 W | 2011-11-14                 | $999       | LGA 2011   | DMI 2.0 PCIe 3.0 | Fins a quad channel DDR3-1600 |
| Alt rendiment | 6 (12)                    | Core i7           | 3930K             | 3,2 GHz              | 3,8 GHz              | N/A                  | N/A                  | 12 MB    | 130 W | 2011-11-14                 | $583       | LGA 2011   | DMI 2.0 PCIe 3.0 | Fins a quad channel DDR3-1600 |
| Alt rendiment | 4 (8)                     | Core i7           | 3820              | 3,6 GHz              | 3,9 GHz              | N/A                  | N/A                  | 10 MB    | 130 W | Q1 2012                    | $294       | LGA 2011   | DMI 2.0 PCIe 3.0 | Fins a quad channel DDR3-1600 |
| Rendiment     | 4 (8)                     | Core i7           | 2700K             | 3,5 GHz              | 3,9 GHz              | 850 MHz              | 1350 MHz             | 8 MB     | 95 W  | 2011-10-24                 | $332       | LGA 1155   | DMI 2.0 PCIe 2.0 | Fins a dual Channel DDR3-1333 |
| Rendiment     | 4 (8)                     | Core i7           | 2600K             | 3,4 GHz              | 3,8 GHz              | 850 MHz              | 1350 MHz             | 8 MB     | 95 W  | 2011-1-9                   | $317       | LGA 1155   | DMI 2.0 PCIe 2.0 | Fins a dual Channel DDR3-1333 |
| Rendiment     | 4 (8)                     | Core i7           | 2600              | 3,4 GHz              | 3,8 GHz              | 850 MHz              | 1350 MHz             | 8 MB     | 95 W  | 2011-1-9                   | $294       | LGA 1155   | DMI 2.0 PCIe 2.0 | Fins a dual Channel DDR3-1333 |
| Rendiment     | 4 (8)                     | Core i7           | 2600S             | 2,8 GHz              | 3,8 GHz              | 850 MHz              | 1350 MHz             | 8 MB     | 65 W  | 2011-1-9                   | $306       | LGA 1155   | DMI 2.0 PCIe 2.0 | Fins a dual Channel DDR3-1333 |
| Rendiment     | 4 (4)                     | Core i5           | 2500K             | 3,3 GHz              | 3,7 GHz              | 850 MHz              | 1100 MHz             | 6 MB     | 95 W  | 2011-1-9                   | $216       | LGA 1155   | DMI 2.0 PCIe 2.0 | Fins a dual Channel DDR3-1333 |
| Rendiment     | 4 (4)                     | Core i5           | 2500              | 3,3 GHz              | 3,7 GHz              | 850 MHz              | 1100 MHz             | 6 MB     | 95 W  | 2011-1-9                   | $205       | LGA 1155   | DMI 2.0 PCIe 2.0 | Fins a dual Channel DDR3-1333 |
| Rendiment     | 4 (4)                     | Core i5           | 2500S             | 2,7 GHz              | 3,7 GHz              | 850 MHz              | 1100 MHz             | 6 MB     | 65 W  | 2011-1-9                   | $216       | LGA 1155   | DMI 2.0 PCIe 2.0 | Fins a dual Channel DDR3-1333 |
| Rendiment     | 4 (4)                     | Core i5           | 2500T             | 2,3 GHz              | 3,3 GHz              | 650 MHz              | 1250 MHz             | 6 MB     | 45 W  | 2011-1-9                   | $216       | LGA 1155   | DMI 2.0 PCIe 2.0 | Fins a dual Channel DDR3-1333 |
| Rendiment     | 4 (4)                     | Core i5           | 2400              | 3,1 GHz              | 3,4 GHz              | 850 MHz              | 1100 MHz             | 6 MB     | 95 W  | 2011-1-9                   | $184       | LGA 1155   | DMI 2.0 PCIe 2.0 | Fins a dual Channel DDR3-1333 |
| Rendiment     | 4 (4)                     | Core i5           | 2405S             | 2,5 GHz              | 3,3 GHz              | 850 MHz              | 1100 MHz             | 6 MB     | 65 W  | 2011-5-22                  | $205       | LGA 1155   | DMI 2.0 PCIe 2.0 | Fins a dual Channel DDR3-1333 |
| Rendiment     | 4 (4)                     | Core i5           | 2400S             | 2,5 GHz              | 3,3 GHz              | 850 MHz              | 1100 MHz             | 6 MB     | 65 W  | 2011-1-9                   | $195       | LGA 1155   | DMI 2.0 PCIe 2.0 | Fins a dual Channel DDR3-1333 |
| Rendiment     | 4 (4)                     | Core i5           | 2320              | 3 GHz                | 3,3 GHz              | 850 MHz              | 1100 MHz             | 6 MB     | 95 W  | 2011-9-4                   | $177       | LGA 1155   | DMI 2.0 PCIe 2.0 | Fins a dual Channel DDR3-1333 |
| Rendiment     | 4 (4)                     | Core i5           | 2310              | 2,9 GHz              | 3,2 GHz              | 850 MHz              | 1100 MHz             | 6 MB     | 95 W  | 2011-5-22                  | $177       | LGA 1155   | DMI 2.0 PCIe 2.0 | Fins a dual Channel DDR3-1333 |
| Rendiment     | 4 (4)                     | Core i5           | 2300              | 2,8 GHz              | 3,1 GHz              | 850 MHz              | 1100 MHz             | 6 MB     | 95 W  | 2011-1-9                   | $177       | LGA 1155   | DMI 2.0 PCIe 2.0 | Fins a dual Channel DDR3-1333 |
| Bàsic         | 2 (4)                     | Core i5           | 2390T             | 2,7 GHz              | 3,5 GHz              | 650 MHz              | 1100 MHz             | 3 MB     | 35 W  | 2011-2-20                  | $195       | LGA 1155   | DMI 2.0 PCIe 2.0 | Fins a dual Channel DDR3-1333 |
| Bàsic         | 2 (4)                     | Core i3           | 2120T             | 2,6 GHz              | N/A                  | 650 MHz              | 1100 MHz             | 3 MB     | 35 W  | 2011-9-4                   | $127       | LGA 1155   | DMI 2.0 PCIe 2.0 | Fins a dual Channel DDR3-1333 |
| Bàsic         | 2 (4)                     | Core i3           | 2100T             | 2,5 GHz              | N/A                  | 650 MHz              | 1100 MHz             | 3 MB     | 35 W  | 2011-2-20                  | $127       | LGA 1155   | DMI 2.0 PCIe 2.0 | Fins a dual Channel DDR3-1333 |
| Bàsic         | 2 (4)                     | Core i3           | 2130              | 3,4 GHz              | N/A                  | 850 MHz              | 1100 MHz             | 3 MB     | 65 W  | 2011-9-4                   | $138       | LGA 1155   | DMI 2.0 PCIe 2.0 | Fins a dual Channel DDR3-1333 |
| Bàsic         | 2 (4)                     | Core i3           | 2125              | 3,3 GHz              | N/A                  | 850 MHz              | 1100 MHz             | 3 MB     | 65 W  | 2011-9-4                   | $134       | LGA 1155   | DMI 2.0 PCIe 2.0 | Fins a dual Channel DDR3-1333 |
| Bàsic         | 2 (4)                     | Core i3           | 2120              | 3,3 GHz              | N/A                  | 850 MHz              | 1100 MHz             | 3 MB     | 65 W  | 2011-2-20                  | $138       | LGA 1155   | DMI 2.0 PCIe 2.0 | Fins a dual Channel DDR3-1333 |
| Bàsic         | 2 (4)                     | Core i3           | 2105              | 3,1 GHz              | N/A                  | 850 MHz              | 1100 MHz             | 3 MB     | 65 W  | 2011-5-22                  | $134       | LGA 1155   | DMI 2.0 PCIe 2.0 | Fins a dual Channel DDR3-1333 |
| Bàsic         | 2 (4)                     | Core i3           | 2102              | 3,1 GHz              | N/A                  | 850 MHz              | 1100 MHz             | 3 MB     | 65 W  | Q2 2011                    |            | LGA 1155   | DMI 2.0 PCIe 2.0 | Fins a dual Channel DDR3-1333 |
| Bàsic         | 2 (4)                     | Core i3           | 2100              | 3,1 GHz              | N/A                  | 850 MHz              | 1100 MHz             | 3 MB     | 65 W  | 2011-2-20                  | $117       | LGA 1155   | DMI 2.0 PCIe 2.0 | Fins a dual Channel DDR3-1333 |
| Bàsic         | 2 (2)                     | Pentium           | G860              | 3,0 GHz              | N/A                  | 850 MHz              | 1100 MHz             | 3 MB     | 65 W  | 2011-9-4                   | $86        | LGA 1155   | DMI 2.0 PCIe 2.0 | Fins a dual Channel DDR3-1333 |
| Bàsic         | 2 (2)                     | Pentium           | G850              | 2,9 GHz              | N/A                  | 850 MHz              | 1100 MHz             | 3 MB     | 65 W  | 2011-5-24                  | $86        | LGA 1155   | DMI 2.0 PCIe 2.0 | Fins a dual Channel DDR3-1333 |
| Bàsic         | 2 (2)                     | Pentium           | G840              | 2,8 GHz              | N/A                  | 850 MHz              | 1100 MHz             | 3 MB     | 65 W  | 2011-5-24                  | $75        | LGA 1155   | DMI 2.0 PCIe 2.0 | Fins a dual Channel DDR3-1333 |
| Bàsic         | 2 (2)                     | Pentium           | G632              | 2,7 GHz              | N/A                  | 850 MHz              | 1100 MHz             | 3 MB     | 65 W  | Q3 2011                    |            | LGA 1155   | DMI 2.0 PCIe 2.0 | Fins a dual Channel DDR3-1333 |
| Bàsic         | 2 (2)                     | Pentium           | G630              | 2,7 GHz              | N/A                  | 850 MHz              | 1100 MHz             | 3 MB     | 65 W  | 2011-9-4                   | $75        | LGA 1155   | DMI 2.0 PCIe 2.0 | Fins a dual Channel DDR3-1333 |
| Bàsic         | 2 (2)                     | Pentium           | G622              | 2,6 GHz              | N/A                  | 850 MHz              | 1100 MHz             | 3 MB     | 65 W  | Q2 2011                    |            | LGA 1155   | DMI 2.0 PCIe 2.0 | Fins a dual Channel DDR3-1333 |
| Bàsic         | 2 (2)                     | Pentium           | G620              | 2,6 GHz              | N/A                  | 850 MHz              | 1100 MHz             | 3 MB     | 65 W  | 2011-5-24                  | $64        | LGA 1155   | DMI 2.0 PCIe 2.0 | Fins a dual Channel DDR3-1333 |
| Bàsic         | 2 (2)                     | Pentium           | G630T             | 2,3 GHz              | N/A                  | 650 MHz              | 1100 MHz             | 3 MB     | 35 W  | 2011-9-4                   | $70        | LGA 1155   | DMI 2.0 PCIe 2.0 | Fins a dual Channel DDR3-1333 |
| Bàsic         | 2 (2)                     | Pentium           | G620T             | 2,2 GHz              | N/A                  | 650 MHz              | 1100 MHz             | 3 MB     | 35 W  | 2011-5-24                  | $70        | LGA 1155   | DMI 2.0 PCIe 2.0 | Fins a dual Channel DDR3-1333 |
| Bàsic         | 2 (2)                     | Celeron           | G540              | 2,5 GHz              | N/A                  | 850 MHz              | 1000 MHz             | 2 MB     | 65 W  | 2011-9-4                   | $52        | LGA 1155   | DMI 2.0 PCIe 2.0 | Fins a dual Channel DDR3-1333 |
| Bàsic         | 2 (2)                     | Celeron           | G530              | 2,4 GHz              | N/A                  | 850 MHz              | 1000 MHz             | 2 MB     | 65 W  | 2011-9-4                   | $42        | LGA 1155   | DMI 2.0 PCIe 2.0 | Fins a dual Channel DDR3-1333 |
| Bàsic         | 2 (2)                     | Celeron           | G530T             | 2 GHz                | N/A                  | 650 MHz              | 1000 MHz             | 2 MB     | 35 W  | 2011-9-4                   | $47        | LGA 1155   | DMI 2.0 PCIe 2.0 | Fins a dual Channel DDR3-1333 |
| Bàsic         | 1 (1)                     | Celeron           | G440              | 1,6 GHz              | N/A                  | 650 MHz              | 1000 MHz             | 1 MB     | 35 W  | 2011-9-4                   | $37        | LGA 1155   | DMI 2.0 PCIe 2.0 | Fins a dual Channel DDR3-1333 |

- El preu recomanat és de 1000 unitats del fabricant al distribuidor, expressats en dólars d'estats units ($)

Llegenda de sufixos:
- K - Processadors amb el multiplicador desbloquejat
- S - Processadors més eficients energèticament
- T - Processadors molt eficients energèticament, amb freqüències de rellotge més baixes que les de sèrie.

### Servidors
| Gama      | socket   | Núclis (Fils de execcució))   | Model Processador | Model Processador | CPU Vel. de rellotge | CPU Vel. de rellotge | GPU Vel. de rellotge | GPU Vel. de rellotge | Catxé L3 | Interficie              | Memòria Soportada               | TDP   | Any de Llançament (A-M-D) | Preu (USD) |
| Gama      | socket   | Núclis (Fils de execcució))   | Model Processador | Model Processador | Estàndard            | Turbo                | Normal               | Turbo                | Catxé L3 | Interficie              | Memòria Soportada               | TDP   | Any de Llançament (A-M-D) | Preu (USD) |
| --------- | -------- | ----------------------------- | ----------------- | ----------------- | -------------------- | -------------------- | -------------------- | -------------------- | -------- | ----------------------- | ------------------------------- | ----- | ------------------------- | ---------- |
| 4P Server | LGA 2011 | 8 (16) 6 (12) 4 (4/8) 2 (2/4) | Xeon E5           | 46xx              |                      |                      | N/A                  | N/A                  |          | 2× QPI DMI 2.0 PCIe 3.0 | Fins a quad channel DDR3-1600   |       | Q1 2012                   |            |
| 2P Server | LGA 2011 | 8 (16)                        | Xeon E5           | 2687W             | 3,1 GHz              |                      | N/A                  | N/A                  | 20 MB    | 2× QPI DMI 2.0 PCIe 3.0 | 4x DDR3-1600                    | 150 W | Q1 2012                   | $1885      |
| 2P Server | LGA 2011 | 8 (16)                        | Xeon E5           | 2690              | 2,9 GHz              |                      | N/A                  | N/A                  | 20 MB    | 2× QPI DMI 2.0 PCIe 3.0 | 4x DDR3-1600                    | 135 W | Q1 2012                   | $2057      |
| 2P Server | LGA 2011 | 8 (16)                        | Xeon E5           | 2680              | 2,7 GHz              |                      | N/A                  | N/A                  | 20 MB    | 2× QPI DMI 2.0 PCIe 3.0 | 4x DDR3-1600                    | 130 W | Q1 2012                   | $1723      |
| 2P Server | LGA 2011 | 8 (16)                        | Xeon E5           | 2670              | 2,6 GHz              |                      | N/A                  | N/A                  | 20 MB    | 2× QPI DMI 2.0 PCIe 3.0 | 4x DDR3-1600                    | 115 W | Q1 2012                   | $1552      |
| 2P Server | LGA 2011 | 8 (16)                        | Xeon E5           | 2665              | 2,4 GHz              |                      | N/A                  | N/A                  | 20 MB    | 2× QPI DMI 2.0 PCIe 3.0 | 4x DDR3-1600                    | 115 W | Q1 2012                   | $1440      |
| 2P Server | LGA 2011 | 8 (16)                        | Xeon E5           | 2660              | 2,2 GHz              |                      | N/A                  | N/A                  | 20 MB    | 2× QPI DMI 2.0 PCIe 3.0 | 4x DDR3-1600                    | 95 W  | Q1 2012                   | $1329      |
| 2P Server | LGA 2011 | 8 (16)                        | Xeon E5           | 2650              | 2,0 GHz              |                      | N/A                  | N/A                  | 20 MB    | 2× QPI DMI 2.0 PCIe 3.0 | 4x DDR3-1600                    | 95 W  | Q1 2012                   | $1106      |
| 2P Server | LGA 2011 | 8 (16)                        | Xeon E5           | 2650L             | 1,8 GHz              |                      | N/A                  | N/A                  | 20 MB    | 2× QPI DMI 2.0 PCIe 3.0 | 4x DDR3-1600                    | 70 W  | Q1 2012                   | $1106      |
| 2P Server | LGA 2011 | 6 (12)                        | Xeon E5           | 2667              | 2,9 GHz              |                      | N/A                  | N/A                  | 15 MB    | 2× QPI DMI 2.0 PCIe 3.0 | 4x DDR3-1600                    | 130 W | Q1 2012                   | $1552      |
| 2P Server | LGA 2011 | 6 (12)                        | Xeon E5           | 2640              | 2,5 GHz              |                      | N/A                  | N/A                  | 15 MB    | 2× QPI DMI 2.0 PCIe 3.0 | 4x DDR3-1333                    | 95 W  | Q1 2012                   | $884       |
| 2P Server | LGA 2011 | 6 (12)                        | Xeon E5           | 2630              | 2,3 GHz              |                      | N/A                  | N/A                  | 15 MB    | 2× QPI DMI 2.0 PCIe 3.0 | 4x DDR3-1333                    | 95 W  | Q1 2012                   | $612       |
| 2P Server | LGA 2011 | 6 (12)                        | Xeon E5           | 2620              | 2,0 GHz              |                      | N/A                  | N/A                  | 15 MB    | 2× QPI DMI 2.0 PCIe 3.0 | 4x DDR3-1333                    | 95 W  | Q1 2012                   | $406       |
| 2P Server | LGA 2011 | 6 (12)                        | Xeon E5           | 2630L             | 2,0 GHz              |                      | N/A                  | N/A                  | 15 MB    | 2× QPI DMI 2.0 PCIe 3.0 | 4x DDR3-1333                    | 60 W  | Q1 2012                   | $662       |
| 2P Server | LGA 2011 | 4 (8)                         | Xeon E5           | 2643              | 3,3 GHz              |                      | N/A                  | N/A                  | 10 MB    | 2× QPI DMI 2.0 PCIe 3.0 | 4x DDR3-1600                    | 130 W | Q1 2012                   | $884       |
| 2P Server | LGA 2011 | 4 (4)                         | Xeon E5           | 2609              | 2,4 GHz              |                      | N/A                  | N/A                  | 10 MB    | 2× QPI DMI 2.0 PCIe 3.0 | 4x DDR3-1066                    | 80 W  | Q1 2012                   | $294       |
| 2P Server | LGA 2011 | 4 (4)                         | Xeon E5           | 2603              | 1,8 GHz              |                      | N/A                  | N/A                  | 10 MB    | 2× QPI DMI 2.0 PCIe 3.0 | 4x DDR3-1066                    | 80 W  | Q1 2012                   | $202       |
| 2P Server | LGA 2011 | 2 (4)                         | Xeon E5           | 2637              | 3,0 GHz              |                      | N/A                  | N/A                  | 5 MB     | 2× QPI DMI 2.0 PCIe 3.0 | 4x DDR3-1600                    | 80 W  | Q1 2012                   | $884       |
| 2P Server | LGA 1356 | 8 (16) 6 (12) 4 (4/8) 2 (2/4) | Xeon E5           | 24xx              |                      |                      | N/A                  | N/A                  |          | 1× QPI DMI 2.0 PCIe 3.0 | Fins a triple channel DDR3-1600 |       | Q1 2012                   |            |
| 1P Server | LGA 2011 | 6 (12)                        | Xeon E5           | 1660              | 3,3 GHz              | 3,9 GHz              | N/A                  | N/A                  | 15 MB    | 2× QPI DMI 2.0 PCIe 3.0 | Fins a quad channel DDR3-1333   | 130 W | Q4 2011                   | $1080      |
| 1P Server | LGA 2011 | 6 (12)                        | Xeon E5           | 1650              | 3,2 GHz              | 3,8 GHz              | N/A                  | N/A                  | 12 MB    | 2× QPI DMI 2.0 PCIe 3.0 | Fins a quad channel DDR3-1333   | 130 W | Q4 2011                   | $583       |
| 1P Server | LGA 2011 | 4 (8)                         | Xeon E5           | 1620              | 3,6 GHz              | 3,9 GHz              | N/A                  | N/A                  | 10 MB    | 2× QPI DMI 2.0 PCIe 3.0 | Fins a quad channel DDR3-1333   | 130 W | Q4 2011                   | $294       |
| 1P Server | LGA 1155 | 4 (8)                         | Xeon E3           | 1290              | 3,6 GHz              | 4,0 GHz              | N/A                  | N/A                  | 8 MB     | DMI 2.0 PCIe 2.0        | Fins a dual channel DDR3-1333   | 95 W  | 2011-5-29                 | $885       |
| 1P Server | LGA 1155 | 4 (8)                         | Xeon E3           | 1280              | 3,5 GHz              | 3,9 GHz              | N/A                  | N/A                  | 8 MB     | DMI 2.0 PCIe 2.0        | Fins a dual channel DDR3-1333   | 95 W  | 2011-3-15                 | $612       |
| 1P Server | LGA 1155 | 4 (8)                         | Xeon E3           | 1275              | 3,4 GHz              | 3,8 GHz              | 850 MHz              | 1350 MHz             | 8 MB     | DMI 2.0 PCIe 2.0        | Fins a dual channel DDR3-1333   | 95 W  | 2011-3-15                 | $339       |
| 1P Server | LGA 1155 | 4 (8)                         | Xeon E3           | 1270              | 3,4 GHz              | 3,8 GHz              | N/A                  | N/A                  | 8 MB     | DMI 2.0 PCIe 2.0        | Fins a dual channel DDR3-1333   | 80 W  | 2011-3-15                 | $328       |
| 1P Server | LGA 1155 | 4 (8)                         | Xeon E3           | 1260L             | 2,4 GHz              | 3,3 GHz              | 650 MHz              | 1250 MHz             | 8 MB     | DMI 2.0 PCIe 2.0        | Fins a dual channel DDR3-1333   | 45 W  | 2011-3-15                 | $294       |
| 1P Server | LGA 1155 | 4 (8)                         | Xeon E3           | 1245              | 3,3 GHz              | 3,7 GHz              | 850 MHz              | 1350 MHz             | 8 MB     | DMI 2.0 PCIe 2.0        | Fins a dual channel DDR3-1333   | 95 W  | 2011-3-15                 | $262       |
| 1P Server | LGA 1155 | 4 (8)                         | Xeon E3           | 1240              | 3,3 GHz              | 3,7 GHz              | N/A                  | N/A                  | 8 MB     | DMI 2.0 PCIe 2.0        | Fins a dual channel DDR3-1333   | 80 W  | 2011-3-15                 | $250       |
| 1P Server | LGA 1155 | 4 (8)                         | Xeon E3           | 1235              | 3,2 GHz              | 3,6 GHz              | 850 MHz              | 1350 MHz             | 8 MB     | DMI 2.0 PCIe 2.0        | Fins a dual channel DDR3-1333   | 95 W  | 2011-3-15                 | $240       |
| 1P Server | LGA 1155 | 4 (8)                         | Xeon E3           | 1230              | 3,2 GHz              | 3,6 GHz              | N/A                  | N/A                  | 8 MB     | DMI 2.0 PCIe 2.0        | Fins a dual channel DDR3-1333   | 80 W  | 2011-3-15                 | $215       |
| 1P Server | LGA 1155 | 4 (4)                         | Xeon E3           | 1225              | 3,1 GHz              | 3,4 GHz              | 850 MHz              | 1350 MHz             | 6 MB     | DMI 2.0 PCIe 2.0        | Fins a dual channel DDR3-1333   | 95 W  | 2011-3-15                 | $194       |
| 1P Server | LGA 1155 | 4 (4)                         | Xeon E3           | 1220              | 3,1 GHz              | 3,4 GHz              | N/A                  | N/A                  | 8 MB     | DMI 2.0 PCIe 2.0        | Fins a dual channel DDR3-1333   | 80 W  | 2011-3-15                 | $189       |
| 1P Server | LGA 1155 | 2 (4)                         | Xeon E3           | 1220L             | 2,2 GHz              | 3,4 GHz              | N/A                  | N/A                  | 3 MB     | DMI 2.0 PCIe 2.0        | Fins a dual channel DDR3-1333   | 20 W  | 2011-3-15                 | $189       |

### Segment portàtil
- Tots els processadors de portàtil disposen d'un sistema de gràfics de doble nucli amb 12 unitats d'execució
- Suport EEC disponible en els models Core i5-2515E, Core i7-2610UE, Core i7-2655LE, i Core i7-2715QE.

| Gama      | Núclis / fils de execució | Model processador       | Model processador | Gràfics Integrts                              | Frecuencia de CPU | Frecuencia de CPU | Frecuencia de GPU | Frecuencia de GPU | Caché de Nivel 3 | TDP  | Data de llançament |
| Gama      | Núclis / fils de execució | Model processador       | Model processador | Gràfics Integrts                              | De sèrie / Turbo  | De sèrie / Turbo  | De sèrie / Turbo  | De sèrie / Turbo  | Caché de Nivel 3 | TDP  | Data de llançament |
| --------- | ------------------------- | ----------------------- | ----------------- | --------------------------------------------- | ----------------- | ----------------- | ----------------- | ----------------- | ---------------- | ---- | ------------------ |
| Superior  | 4 (8)                     | Core i7 Extreme Edition | Core i7-2920XM    | Intel HD Graphics 2000 (12 unitat d'execució) | 2,5 GHz           | 3,5 GHz           | 650 MHz           | 1300 MHz          | 8 MiB            | 55 W | 5 de gener de 2011 |
| Rendiment | 4 (8)                     | Core i7                 | Core i7-2820QM    | Intel HD Graphics 2000 (12 unitat d'execució) | 2,3 GHz           | 3,4 GHz           | 650 MHz           | 1300 MHz          | 8 MiB            | 45 W | 5 de gener de 2011 |
| Rendiment | 4 (8)                     | Core i7                 | Core i7-2720QM    | Intel HD Graphics 2000 (12 unitat d'execució) | 2,2 GHz           | 3,3 GHz           | 650 MHz           | 1300 MHz          | 6 MiB            | 45 W | 5 de gener de 2011 |
| Rendiment | 4 (8)                     | Core i7                 | Core i7-2715QE    | Intel HD Graphics 2000 (12 unitat d'execució) | 2,1 GHz           | 3,0 GHz           | 650 MHz           | 1100 MHz          | 6 MiB            | 45 W | 5 de gener de 2011 |
| Rendiment | 4 (8)                     | Core i7                 | Core i7-2710QE    | Intel HD Graphics 2000 (12 unitat d'execució) | 2,1 GHz           | 3,0 GHz           | 650 MHz           | 1100 MHz          | 6 MiB            | 45 W | 5 de gener de 2011 |
| Rendiment | 4 (8)                     | Core i7                 | Core i7-2630QM    | Intel HD Graphics 2000 (12 unitat d'execució) | 2,2 GHz           | 2,9 GHZ           | 650 MHz           |                   | 6 MiB            | 45 W | 5 de gener de 2011 |
| Estàndard | 2 (4)                     | Core i7                 | Core i7-2620M     | Intel HD Graphics 2000 (12 unitat d'execució) | 2,7 GHz           | 3,4 GHz           | 650 MHz           | 1300 MHz          | 4 MiB            | 35 W | febrer de 2011     |
| Estàndard | 2 (4)                     | Core i7                 | Core i7-2655LE    | Intel HD Graphics 2000 (12 unitat d'execució) |                   |                   |                   |                   | 4 MiB            | 25 W | febrer de 2011     |
| Estàndard | 2 (4)                     | Core i7                 | Core i7-2640LM    | Intel HD Graphics 2000 (12 unitat d'execució) |                   |                   |                   |                   | 4 MiB            | 25 W | febrer de 2011     |
| Estàndard | 2 (4)                     | Core i7                 | Core i7-2620LM    | Intel HD Graphics 2000 (12 unitat d'execució) |                   |                   |                   |                   | 4 MiB            | 25 W | febrer de 2011     |
| Estàndard | 2 (4)                     | Core i7                 | Core i7-2610LM    | Intel HD Graphics 2000 (12 unitat d'execució) |                   |                   |                   |                   | 4 MiB            | 25 W | febrer de 2011     |
| Estàndard | 2 (4)                     | Core i7                 | Core i7-2630UM    | Intel HD Graphics 2000 (12 unitat d'execució) | 18 W              |                   |                   |                   | 4 MiB            |      | febrer de 2011     |
| Estàndard | 2 (4)                     | Core i7                 | Core i7-2610UE    | Intel HD Graphics 2000 (12 unitat d'execució) | 18 W              |                   |                   |                   | 4 MiB            |      | febrer de 2011     |
| Estàndard | 2 (4)                     | Core i5                 | Core i5-2530UM    | Intel HD Graphics 2000 (12 unitat d'execució) | 18 W              | 3 MiB             |                   |                   |                  |      | febrer de 2011     |
| Estàndard | 2 (4)                     | Core i5                 | Core i5-2540M     | Intel HD Graphics 2000 (12 unitat d'execució) | 2,6 GHz           | 3 MiB             | 3,3 GHz           | 650 MHz           | 1150 MHz         | 35 W | febrer de 2011     |
| Estàndard | 2 (4)                     | Core i5                 | Core i5-2520M     | Intel HD Graphics 2000 (12 unitat d'execució) | 2,5 GHz           | 3 MiB             | 3,2 GHz           | 650 MHz           | 1150 MHz         | 35 W | febrer de 2011     |
| Estàndard | 2 (4)                     | Core i5                 | Core i5-2515E     | Intel HD Graphics 2000 (12 unitat d'execució) | 2,5 GHz           | 3 MiB             | 3,2 GHz           | 650 MHz           | 1050 MHz         | 35 W | febrer de 2011     |
| Estàndard | 2 (4)                     | Core i5                 | Core i5-2510E     | Intel HD Graphics 2000 (12 unitat d'execució) | 2,5 GHz           | 3 MiB             | 3,2 GHz           | 650 MHz           | 1050 MHz         | 35 W | febrer de 2011     |
| Bàsic     | 2 (2)                     | Celeron                 | B801              |                                               |                   |                   |                   |                   | 2MiB             |      | febrer de 2011     |

Llegenda de Sufixos:
- M - Processadors portàtils
- LM - Processadors portàtils de baixa tensió.
- UM - Processadors portàtils de molt baixa tensió.
- QM - Processadors portàtils de quàdruple nucli.
- XM - Processadors portàtils de quàdruple nucli amb el multiplicador desbloquejat.

- E - Processadors per a sistemes encastats.
- LE - Processadors per a sistemes encastats de baixa tensió.
- UE - Processadors per a sistemes encastats de molt baixa tensió.
- QE -Procesadores per a sistemes encastats de quàdruple nucli.

## Història
Els inicis del seu desenvolupament es remunten a 2005. Al principi, el seu nom en clau era Guesher, però va ser descartat el 17 d'abril de 2007 segons un comunicat de Justin Rattner en el fòrum de desenvolupament d'Intel.
Westmere (anteriorment Nehalem-C) és el nom en clau donat a una microarquitectura que utilitza 32 nanòmetres com a tecnologia de fabricació de microprocessadors, desenvolupada per Intel com a successora de Nehalem.
Ivy Bridge correspon al nom en clau dels models de processador millorats de la família Sandy Bridge. Van ser anunciats en una nota de premsa al fòrum de desenvolupament d'Intel en 2010.
Aquesta generació de microprocessadors va ser llançada finalment a l'abril de 2012.
Els canvis entre Sandy Bridge i Ivy Bridge són força significatius, entre ells destaquen:
- Construïts sobre procés de fabricació CMOS amb litografia de 22 nanòmetres.
- Els models més bàsics per a ordinadors de sobretaula consten de 2 nuclis amb Hyperthreading, desapareixent així els models de dos fils d'execució; els models d'alta gamma passaran a ser d'òctuple nucli (8) podent arribar a 16 fils d'execució. En la gamma portàtil se seguiran veient models de dos i quatre nuclis.
- La GPU integrada passa a tenir fins a 24 unitats d'execució en els models més complexos i 12 en els més simples i guanya compatibilitat amb l'API DirectX 11 i OpenCL.
- Inclou un generador de nombres aleatoris utilitzable mitjançant la instrucció RdRand, complementant la funcionalitat del conjunt d'instruccions AES-NI.
- El northbridge integrat passa a tenir suport natiu per PCIe 3.0 i USB 3.0.
- Suport també per Thunderbolt, encara que no integrat en la pròpia CPU.[11] Es farà servir per exemple en la segona generació d'ultrabook s.

Mapa d'arquitectures d'Intel, des de Netburst fins a Skymont